# Chiesa di San Bartolomeo a Scampata
La chiesa di San Bartolomeo a Scampata si trova nei pressi di Figline Valdarno, nel comune di Figline e Incisa Valdarno, in provincia di Firenze.
La chiesa è di origine romanica, come attesta l'iscrizione con la data 1150 che ricorda la consacrazione della chiesa, visibile nella controfacciata, costruito sul luogo dove era il castello di "Fighine". Spogliata delle opere che originariamente la adornavano, è stata a lungo abbandonata, nel 2007 la chiesa è stata restaurata da privati che tuttora ne detengono la proprietà. 
Il titolo della chiesa è stato ereditato da una chiesa moderna realizzata ai piedi della collina, sulla strada provinciale. A realizzarne i nuovi affreschi e la grande croce lignea è stato chiamato l'artista Elio De Luca. In essa è stata collocata un'importante tavola senese già attribuita ad Ugolino di Nerio (1320 circa), ma da assegnare a Niccolò di Segna. In chiesa è anche un tabernacolo in pietra quattrocentesco, del 1475, forse su disegno di Bernardo di Stefano Rosselli che era corredato di uno sportellino dipinto con un Cristo morto documentato allo stesso pittore.